# Jonas Bodell
Jonas Bodell, född 1811 och död 1867 var andlig ledare ledare för en luthersk konservativ rörelse, som man kallade Gamla Lutherska kyrkan. Man vände sig främst mot de nya kyrkliga böckerna och använde Carl XIII:s bibel, Sions Sånger eller Swedbergs Psalmbok från 1695. Man hävdade också rätten att undervisa sin barn enskilt eller i hemmen och godkände inte t.ex. nya katekesutgåvor för användande i undervisning i skolan. 
Bodell var handelsman i Stockholm och blev 1836 disponent vid och senare ägare av Oskarsvarv i Luleå. Han var medlem av borgarståndet 1858-60. Bodell var ledare för en andlig rörelse i Luleå och utbildade denna till en särskild riktning, av utomstående kallad "bodellismen". Han opponerade sig mot statskyrkan och särskilt mot de tvångsdop, som vid den här tiden företogs. Bodell framförde sina åsikter i en egen tidning, Norden (1857-60).